# فردریک رینز
فردریک رینز (انگلیسی: Frederick Reines زاده ۱۶ مارس ۱۹۱۸ – درگذشته ۲۶ اوت ۱۹۹۸) فیزیک‌دان اهل ایالات متحده آمریکا بود. که در سال ۱۹۹۵ جایزه نوبل فیزیک را برای کشف مشترک خود همراه با کلاید کووان برای شناسایی نوترینو در سال ۱۹۵۶ و برای مشارکت‌های پیشگام در فیزیک لپتون دریافت کرد.